# Riccarda di Svevia
Riccarda di Svevia (Alsazia, 840 circa – Andlau, 18 settembre tra l'894 e il 911) come moglie di Carlo il Grosso, fu regina di Alemannia (876-887), poi regina d'Italia (879-887), imperatrice (881-887), regina dei Franchi Orientali (882-887) e infine regina dei Franchi Occidentali, regina di Aquitania e regina nominale di Provenza (884-887). È venerata come santa dalla chiesa cattolica.

## Origine
Figlia del conte palatino di Svevia Ercangero, della stirpe degli Ahalolfingi e di Imma, di cui non si conoscono gli ascendenti.

## Biografia
Nell'862, il 1º agosto, secondo gli Annales Bertiniani, Riccarda di Svevia, figlia del conte palatino Ercangero andò in sposa a Carlo il Grosso, figlio maschio terzogenito del re dei Franchi orientali e re di Lotaringia, Ludovico II detto il Germanico e della moglie, Emma di Baviera, figlia di Guelfo I (?-824/825|5), conte di Altdorf e di Edvige di Sassonia.
Anche gli Annales Alamannicorum Continuation Sangallensis Prima, confermano che Riccarda, la figlia del conte palatino Ercangero, era la moglie di Carlo il Grosso
Tra la morte dello suocero, Ludovico il Germanico, nell'876, e, l'884, la morte del cugino, Carlomanno II, re de Franchi Occidentali e re d'Aquitania, nell'884, il marito si trovò ad ereditare vari titoli regali e ricostituire, per l'ultima volta, l'unità dell'impero di Carlomagno.
In quel periodo Riccarda fu incoronata imperatrice con Carlo il Grosso, a Roma, da papa Giovanni VIII nell'881. Non ebbero figli.
Nell'887, Carlo divorziò dalla moglie, Riccarda, che, secondo gli Annales Argentinenses, era stata accusata di adulterio con Liutvardo (Liutwardo Vercellensi episcopo), ma che una commissione giudicò ancora vergine, vescovo e cancelliere dell'imperatore. L'accusa rivolta alla regina si trova anche nel Bernoldi Chronicon, che precisa che la commissione che trovò la regina vergine fu voluta da papa Stefano V.
Dopo la crisi dell'887, che aveva portato alla destituzione del marito Carlo il Grosso, subito dopo la morte di Carlo, nel gennaio 888, nello sforzo di ridurre il potere dell'odiato Liutvardo, arcicancelliere dell'imperatore, lui e Riccarda vennero apertamente accusati di adulterio dai cortigiani. Una leggenda narra che Riccarda fu sottoposta all'ordalia del fuoco e ne uscì indenne. Molto probabilmente Riccarda fu discolpata non tanto dall'ordalia, quanto dalla commissione che accerto la sua verginità, come ricorda anche il cronista Reginone.
Dopo il divorzio Riccarda si era ritirata all'abbazia di Andrai, da lei fondata nelle sue terre natali nell'880, e dove sua nipote Rotruda era badessa, divenendone essa stessa badessa.
Morì ad Andlau il 18 settembre e vi fu sepolta.

## Figli
Riccarda a Carlo il Grosso forse diede un figlio, in netto contrasto con le cronache, gli Annales Argentinenses, Bernoldi Chronicon ed il Reginonis Chronicon:
- Carlomanno († 876), morto giovane.

## La leggenda di Riccarda

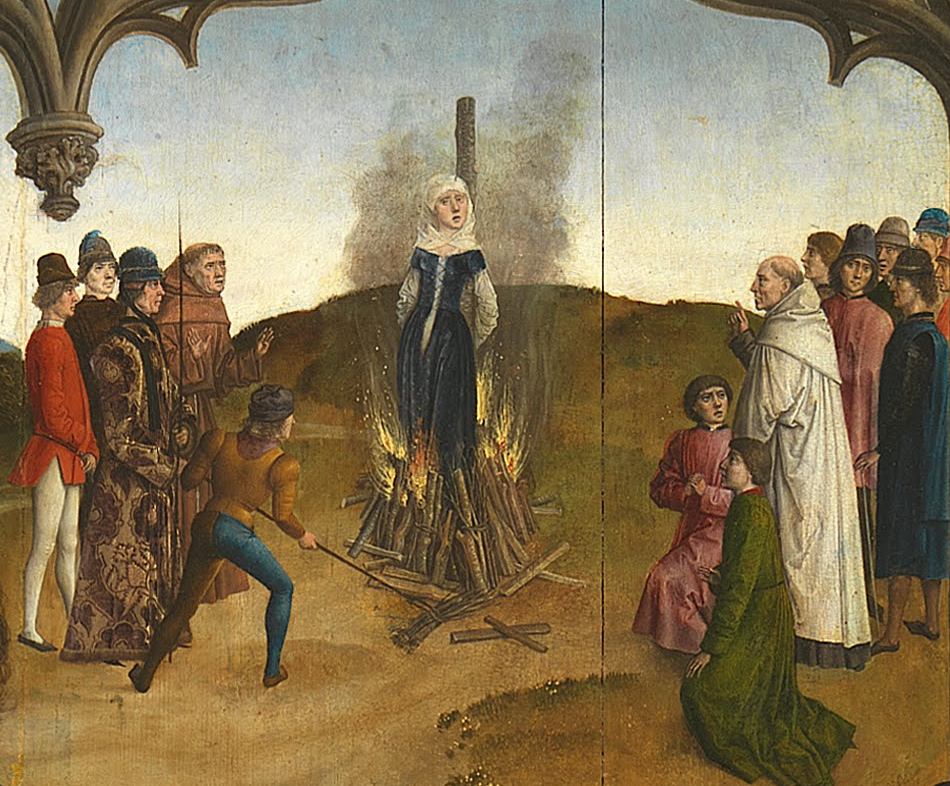
L'ordalia di Santa Riccarda, particolare del dipinto di Dierec Bouts.

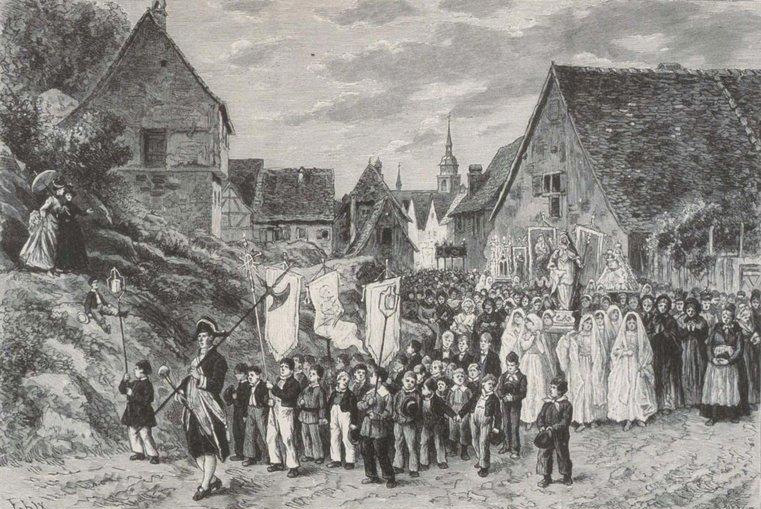
Processione di santa Riccarda ad Andlau (Frédéric Lix, 1889)

Una versione semplice della leggenda recita:
Nell'887, Riccarda, virtuosa sposa dell'imperatore Carlo il Grosso, dopo più di dieci anni viene accusata d'adulterio. Al marito geloso, lei vuole mostrare la sua innocenza e si sottomette alla prova del fuoco. A piedi nudi e vestita d'una camicia cosparsa di cera, ella attraversa le fiamme senza la minima bruciatura. Assolta ma mortificata dal vile sospetto, ella lascia il castello imperiale e si ritira nella foresta. Un angelo le appare e le ingiunge di fondare un monastero nel luogo che le indicherà un orso. All'ingresso della valle d'Eléon, sulle rive del torrente, ella vede la bestia annunciata che gratta la terra. In quella località venne eretta l'abbazia di Andlau, conclude la leggenda.
In realtà, Riccarda aveva già fondato Andlau da sette anni, quando Carlo il Grosso la ripudiò. Fu in un luogo già dedicato ad un orso e da lei noto dall'infanzia, quello ove si ritirò. Così, perpetuando il ricordo leggendario della fondazione, che rinnovava l'antica ierofania, la pia Casa delle canonichesse d'Andlau ha mantenuto per lungo tempo un orso vivente, oltre ad alloggiare e nutrire gratuitamente gli ammaestratori di orsi di passaggio.

## Culto
Papa Leone IX la canonizzò nel 1049 e fece trasferire i suoi resti in una nuova abbazia. L'attuale tomba monumentale è del 1350.
Riccarda è la patrona di Andlau ed è la protettrice contro il fuoco. L'iconografia è solita rappresentarla in veste di imperatrice o di monaca e spesso durante l'episodio della prova del fuoco.

### Fonti primarie
- (LA)  Annales Bertiniani.
- (LA)  Genealogiae Comitum Flandriae, in Monumenta Germaniae Historica, IX;
- (LA)  Reginonis Chronicon, in Monumenta Germaniae Historica, I;
- (LA)  Bernoldi Chronicon, in Monumenta Germaniae Historica, V;
- (LA)  Annales Argentinenses, Monumenta Germaniae Historica, XVII;
- (LA)  Annales Alamannicorum, Continuatio Sangallensis Prima, in Monumenta Germaniae Historica, I;
- (LA)  Thegani Vita Hludovici Imperatoris, in Monumenta Germaniae Historica, II;

### Letteratura storiografica
- René Poupardin, I regni carolingi (840-918), in «Storia del mondo medievale», vol. II, 1979, pp. 583–635
- (DE) Biographisch-Bibliographisches Kirchenlexikon: Richardis, su bautz.de (archiviato dall'url originale il 12 marzo 2007).